# Syllepte cantonialis
Syllepte cantonialis is een vlinder van de familie van de grasmotten (Crambidae). De wetenschappelijke naam van deze soort is voor het eerst voorgesteld door Jinshichi Shibuya in een publicatie uit 1931.
De soort komt voor in China (Guangdong).